# مدونا (فیلم ۱۹۹۹)
«مدونا» (انگلیسی: Madonna) یک فیلم به کارگردانی نون هیترک محصول سال ۱۹۹۹ سینمای کرواسی است. لیوبومیر کرکس، لوتسیا شربجیا و ایوو گرگورویچ از بایگران این فیلم بوده‌اند.